# Destriero

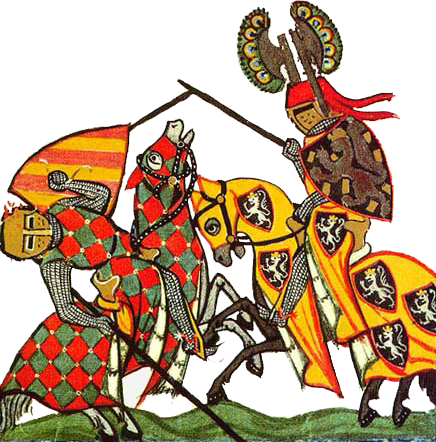
Due destrieri con i loro cavalieri - ill. in Codex Manesse (1305-1315).

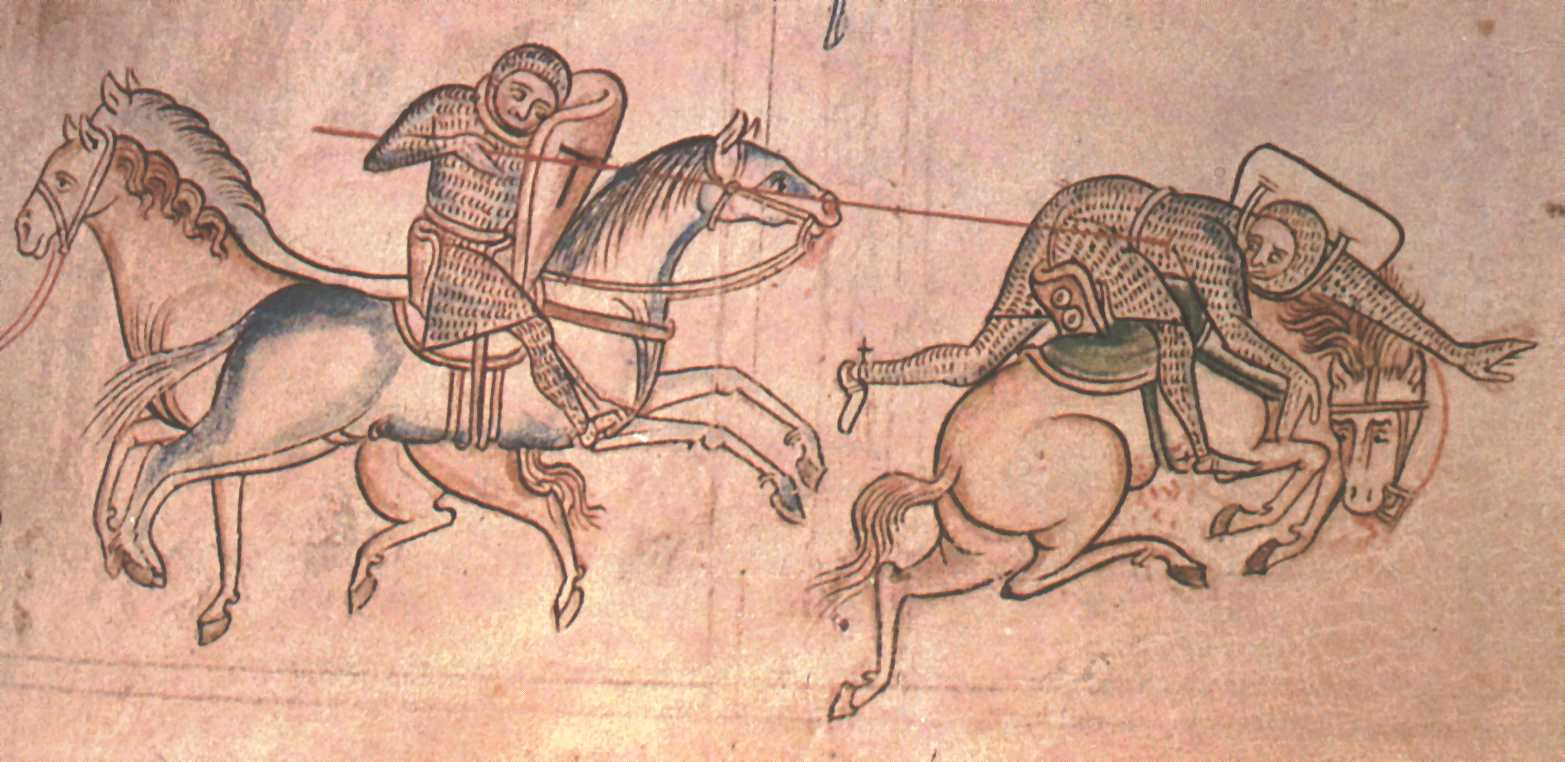
Sul suo destriero, Guglielmo il Maresciallo disarciona l'avversario durante uno scontro.

Il destriero o destrière era il cavallo da guerra o da torneo, associato ai cavalieri del Medioevo, nell'Europa occidentale. Addestrato a portare il suo cavaliere in armatura e il suo equipaggiamento in situazioni di conflitto, esperto nella carica al galoppo durante i giochi militari (giostre e quintane), era il più costoso, il più famoso e il meno diffuso dei cavalli dell'epoca. Il suo utilizzo nei tornei risale forse alla fine dell'XI secolo. In combattimento si diffuse a metà del XII secolo. Svolse un ruolo importante sui campi di battaglia occidentali fino all'arrivo della polvere da sparo alla fine del XIV secolo, il cui uso pose definitivamente fine alla supremazia militare della cavalleria all'inizio del XVI secolo. La pratica dei tornei continuò fino all'inizio del XVII secolo, poi il dressage classico si impose tra la nobiltà ed i destrieri scompaiono dai registri, sostituiti dai cavalli barocchi.
Esistono controversie sul suo modello, con alcuni storici che sostengono ancora che fosse un animale immenso con il fisico di un cavallo da tiro, che misurava fino a 1,80 m al garrese. Recenti ricerche dimostrano una taglia più modesta (1,50 m in media) e un fisico più vicino al robusto cavallo da sella. Le prove di ricostituzione sono in corso dal 1991, incrociando un cavallo da sella atletico con un cavallo da tiro leggero.
Il destriero è ben noto alla cultura popolare attraverso i suoi esponenti nei racconti del ciclo arturiano e del ciclo carolingio: es. Baiardo, Vegliantino e Gringalet. Oggi è ripreso come cavalcatura da guerra negli universi dei giochi di ruolo e dei videogiochi fantasy eroici.

## Etimologia e terminologia
L'etimo di lingua italiana "destrière"/"destriero" (com l'equivalente "destrier" di lingua francese) deriva dalla parola "dextre", dal latino dextra, it. "destra". Attestata intorno al 1100, tale denominazione deriva dal fatto che lo scudiero doveva tenere e dirigere con la mano sinistra il proprio cavallo o bestia da soma mentre con la mano destra conduceva il destriero del cavaliere quando questi non lo montava per combattere. È una regola cavalleresca citata, ad esempio, in Chrétien de Troyes. In Inghilterra il destriero viene citato per la prima volta in latino come magnus equus nel 1282. In francese, i termini "mosodor", "misaudor" o "misodour", derivati da "mille sous d'or", designano il cavallo di battaglia nelle opere letterarie medievali: es. in alcune versioni della canzone del I quattro figli di Aimone e del Romanzo di Alessandro. Si tratterebbe d'un destriero particolarmente prezioso e costoso. L'etimo di lingua inglese "Great Horse", it "grande cavallo", deriva direttamente dalla citazione latina magnus equus ed identifica l'animale sia per le sue dimensioni sia per la sua reputazione, ma è in uso anche la forma "destrier" direttamente derivata dal francese. La stessa cosa vale anche per la lingua tedesca.
Esistono altri termini per designare i cavalli da guerra medievali, una difficoltà sta nell'uso di più parole per designare una funzione del cavallo, o viceversa. I nomi "destriero" e "corsiero" sono usati in modo intercambiabile, a volte anche all'interno del medesimo documento.

## Storia

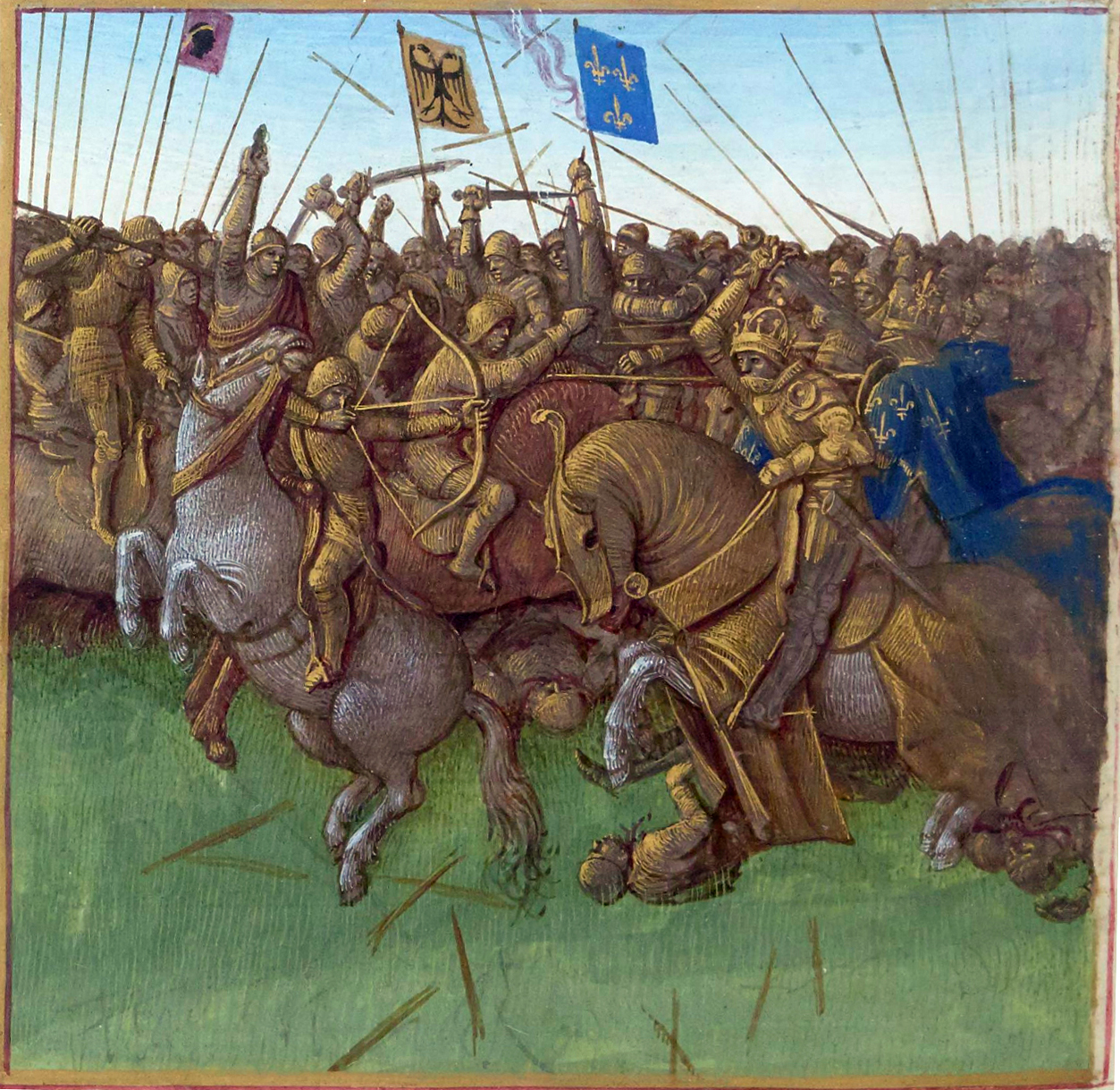
Un destriero (a destra, in primo piano) nelle Grandes Chroniques de France di Jean Fouquet (Libro di Luigi III e Carlomanno), Parigi, BnF, fol. 154 v.

Contrariamente alla diffusa opinione popolare, il destriero era raro in quanto il più costoso e pregiato dei cavalli medievali conosciuti, come ben testimoniano i registri dei pedaggi.

### Origine
Le origini del cavallo da guerra medievale sono oscure. Probabilmente discendente dal Berbero e dall'Arabo attraverso il Genet di Spagna, animale precursore del Frisone e dell'Andaluso, potrebbe essere stato influenzato da bestie d'origine orientale, come il Turcomano iraniano ed anatolico, importati a seguito delle Crociate. Indipendentemente dalla loro esatta origine, i cavalli spagnoli furono considerati i più efficienti e costosi. In Germania, il termine Spanjol è usato per descrivere le qualità dei cavalli da guerra; tuttavia, fonti letterarie in lingua tedesca potrebbero riferirsi anche a cavalli provenienti dalla Scandinavia.

### Allevamento
L'allevamento trovò collocazioni favorevoli sotto l'impulso di ordini monastici, aristocrazie e nobiltà. Il regno di Francia produsse buoni cavalli da guerra, con alcuni studiosi che attribuiscono questo successo alla società feudale e all'influenza storica delle tradizioni di allevamento romane, conservate dai Merovingi. I Carolingi aumentano il peso della cavalleria pesante nel loro esercito, il che si traduce nel sequestro di terre (per la produzione di foraggi), e una modifica dei tributi riscossi per finanziare l'allevamento di cavalli da guerra, destinati ad essere utilizzati per proteggere l'Impero.

### Utilizzo

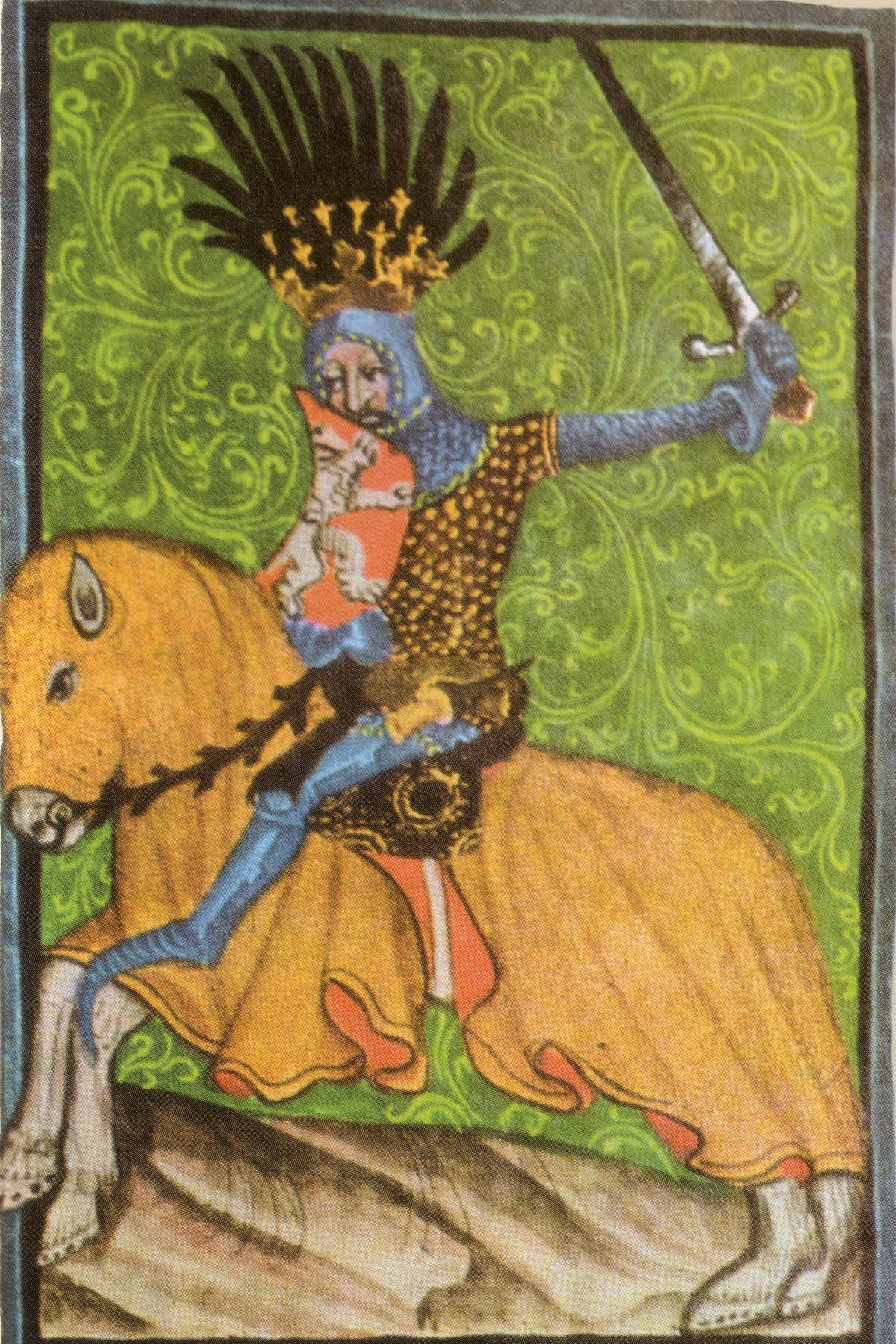
Giovanni I di Lussemburgo sul suo destriero.

Il destriero era utilizzato principalmente per la guerra e durante i giochi marziali a cavallo, come la quintana e le altre giostre equestri del torneo medievale. Era più rinomato e ammirato per le sue abilità nelle giostre che per le sue abilità in guerra, ove gl'era preferito il più veloce corsiero. Poiché il destriero era destinato solo a situazioni di combattimento, questa associazione era così forte che una legge di Federico Barbarossa puniva per violazione della pace chi attaccava un cavaliere su palafreno, tipologia di cavallo da passeggio, mentre chi attaccava un cavaliere su destriero non era punibile. Secondo la Canzone di gesta Le Couronnement de Louis, un buon cavaliere della fine del XII secolo doveva disporre di diversi equidi d'uso specifico e distinto: un destriero, un palafreno (cavallo da parata e da passeggio), un ronzino (cavallo multiuso) e un mulo o altra bestia da soma. Lo scudiero, contrariamente a quanto di crede, era responsabile della cura e della preparazione del destriero, non del cavaliere.
Il destriero permetteva al guerriero che lo cavalca di muoversi più velocemente, colpire in modo più efficace e con più slancio, dominando gli uomini a piedi per un colpo dall'alto verso il basso con maggiore efficienza.

#### La controversia delle staffe
Esiste una controversia tra gli storici medievali sull'esatto ruolo svolto dall'introduzione della staffa nell'Europa occidentale nell'affermazione della cavalleria pesante e, per riflesso, dei destrieri. L'uso del soldato a cavallo aumentò nell'VIII secolo, con l'arrivo della dinastia carolingia. Lynn Townsend White sostenne che la mancanza di stabilità in sella avesse fino ad allora limitato il cavaliere in combattimento e postulò che i vantaggi della staffa abbiano portato alla nascita del feudalesimo stesso e quindi alla supremazia dei cavalieri sui campi di battaglia, attraverso l'uso di tattiche d'urto a cavallo. Altri storici, es. Kelly DeVries, sostengono invece che i Franchi non fossero a conoscenza delle tattiche d'urto montate al tempo di Carlo Magno, né che la cavalleria pesante sia stata ignota agli eserciti precedenti, come dimostrato dai catafrattari romani prima e bizantini poi, e dagli Anni '70, il ruolo della carica di cavalleria nella guerra medievale è stato ampiamente riconsiderato.

#### Sui campi di battaglia

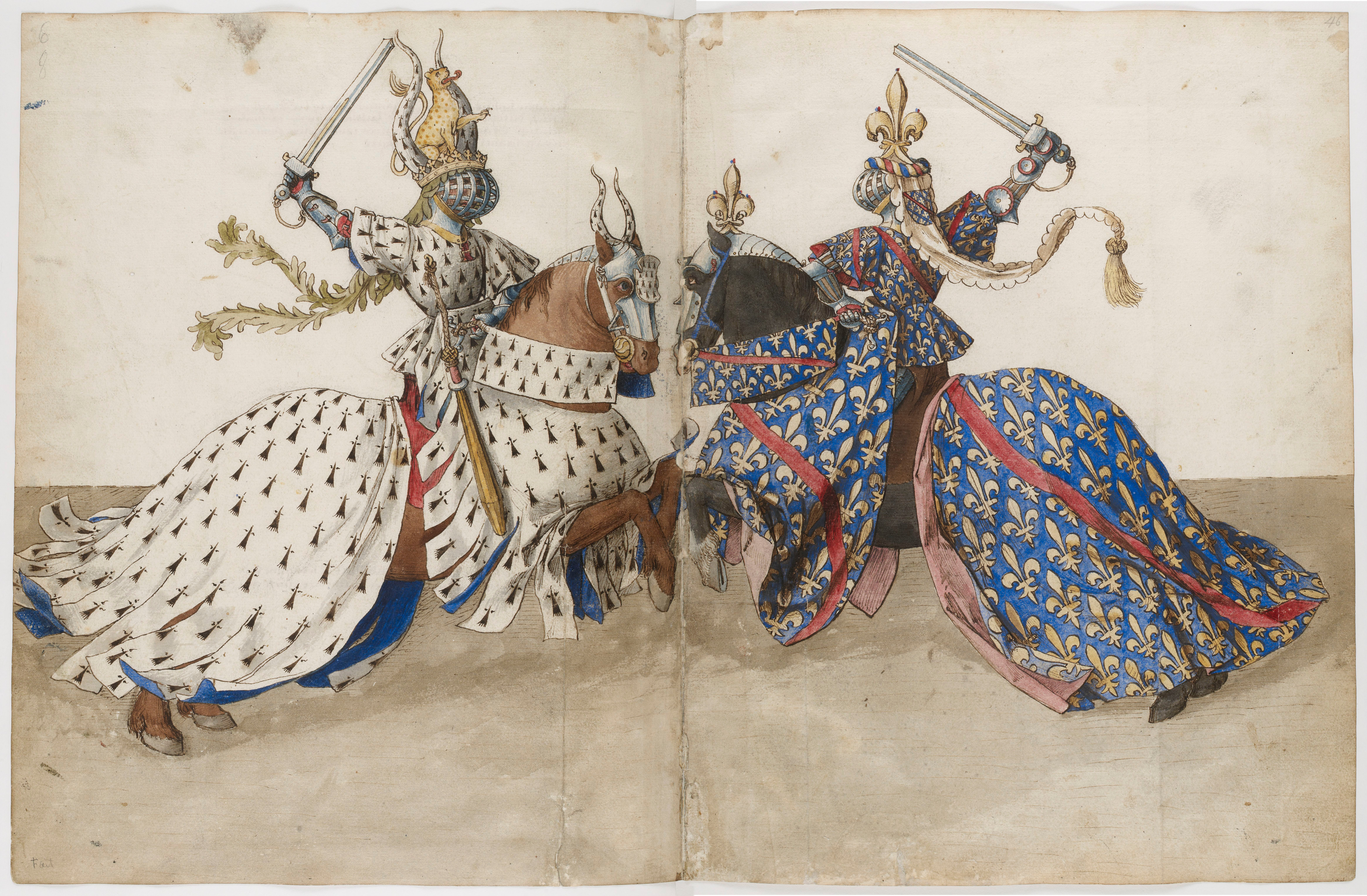
Scontro tra cavalieri e destrieri da un Libro dei Tornei (XV sec.), ill. attribuita a Barthélemy d'Eyck.

La cavalleria leggera fu utilizzata in guerra per secoli ma il Medioevo vide l'ascesa della cavalleria pesante nell'Europa occidentale. Gli storici concordano nel datare la diffusione del destriero alla metà del XII secolo, con la conseguente specializzazione del cavaliere al solo combattimento montato, e solo nel XIV secolo i cavalieri ricominciarono a scendere di frequenta di sella per proseguire la lotta a piedi, affidando i cavalli alle retrovie per eventuali cariche successive. Regnante Edoardo III d'Inghilterra (1327-1377), il destriero svolse essenzialmente un ruolo onorifico e pochi andarono in battaglia.

#### Nel torneo e nel gioco marziale
I primi tornei sono attestati a partire dalla seconda metà del XI secolo, prima sotto forma di "guerre private". Codificati, divennero una fonte di reddito per i cavalieri in tempo di pace. Queste regole mirano a pacificarli, qualsiasi violazione può portare al sequestro del destriero, delle armi e dell'equipaggiamento. Era un'attività maschile, ben lontana dalla visione idealizzata che ne dà l'Amor cortese. Fonti letterarie suggeriscono che il destriero fosse materia di contesa in queste pratiche marziali: es. nella maggior parte dei poemi epici medievali, il cavallo viene scambiato tra Saraceni e Cristiani quando il vincitore recupera la cavalcatura del vinto.

### Un animale statutario

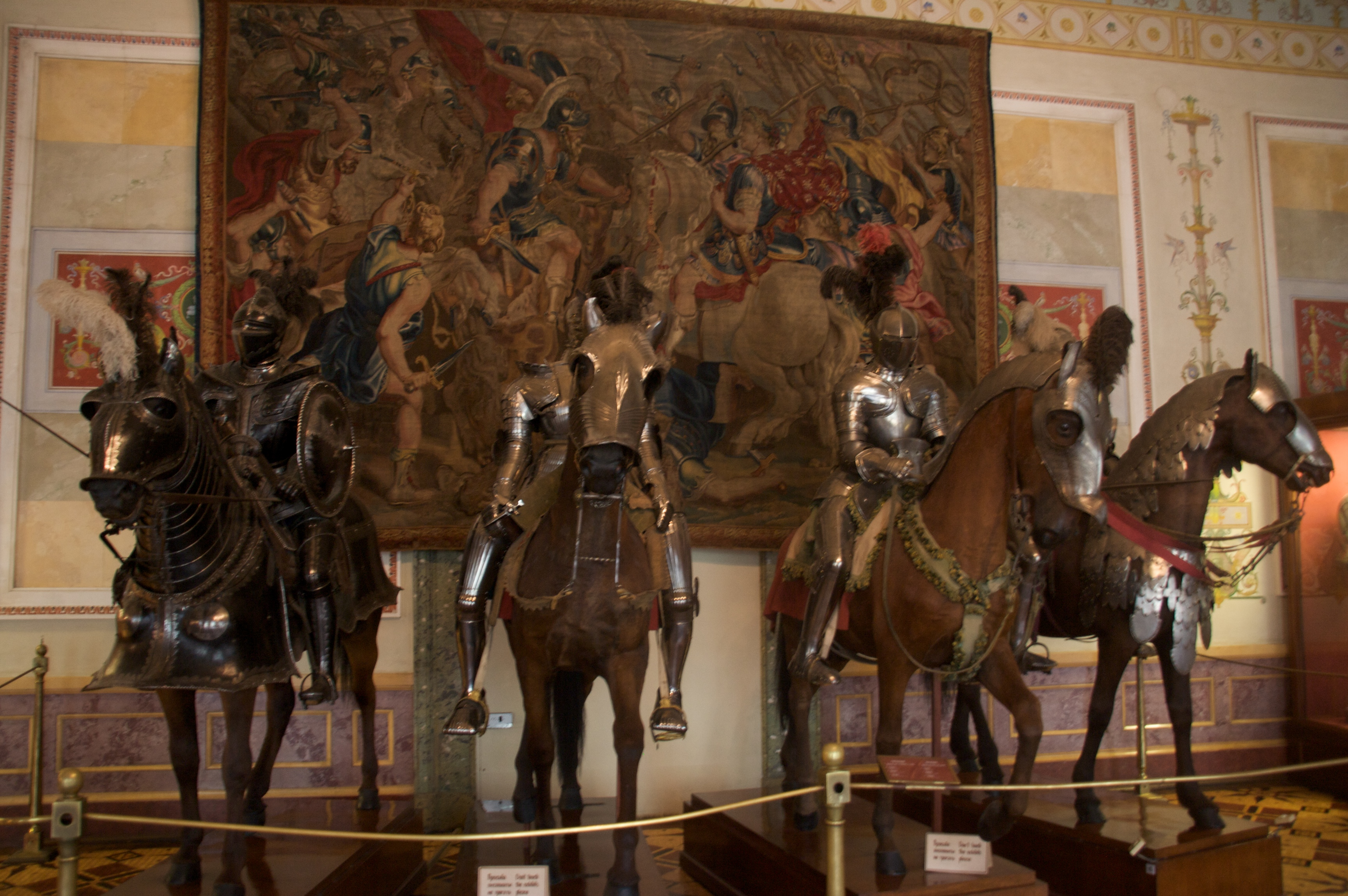
Cavalieri e il loro destriero nella "Sala dei Cavalieri" all'Ermitage.

Il cavallo è un animale di potenza, la cui utilità militare è nota fin dalla Preistoria. Nel Medioevo divenne progressivamente emblema di nobiltà e definì il concetto stesso di cavalleria (il nome "cavalleria" essendo esso stesso basato su quello del cavallo), da qui l'associazione destriero/cavaliere. Secondo Daniel Roche, mentre l'Europa orientale era dominata da molti popoli di cavalleria, il mondo medievale occidentale mobilitò tardivamente gli equini al servizio degli uomini. La società europea degli scudieri riserva l'uso dei cavalli allo stato e all'élite sociale, affidandosi a categorie rurali e urbane specializzate per la produzione, l'allevamento, l'addestramento e il commercio. Il cavallo diventa l'emblema di una classe sociale.
I più antichi poemi epici medievali testimoniano l'amore del cavaliere per il suo destriero, le sue armi e gli altri cavalieri. L'era della letteratura cortese dà una visione ideale del destriero, non corrispondente alla realtà storica (v.si seguito "Descrizione"). L'associazione simbolica del cavallo con lo status aristocratico deriva dalla percezione del cavaliere a cavallo come caposaldo tattico delle battaglie medievali.

### Scomparsa
La scomparsa dei destrieri in combattimento coincide con la comparsa della polvere da sparo sui campi di battaglia nel XV secolo. Riflette sulla definizione di nobiltà alla fine del XVI secolo e all'inizio XVII secolo, soprattutto in Francia. La figura del nobile passa dal combattente armato dotato di cavalli da guerra al raffinato cortigiano. Tuttavia, il cavallo conserva un ruolo centrale in questa definizione, la capacità di praticare l'equitazione è sempre associata alla nobiltà. La pratica dei tornei che richiedevano destrieri continuò in questo periodo poiché la cavalleria pesante divenne inutile in combattimento. Nel XVII secolo, la pratica militare dell'equitazione scomparve quasi del tutto tra la nobiltà a favore del dressage classico. Difficile sapere che fine abbiano fatto i destrieri, poiché nel corso del Seicento scomparvero dai registri le linee di sangue dei cavalli destinati alla cavalleria pesante.

## Descrizione

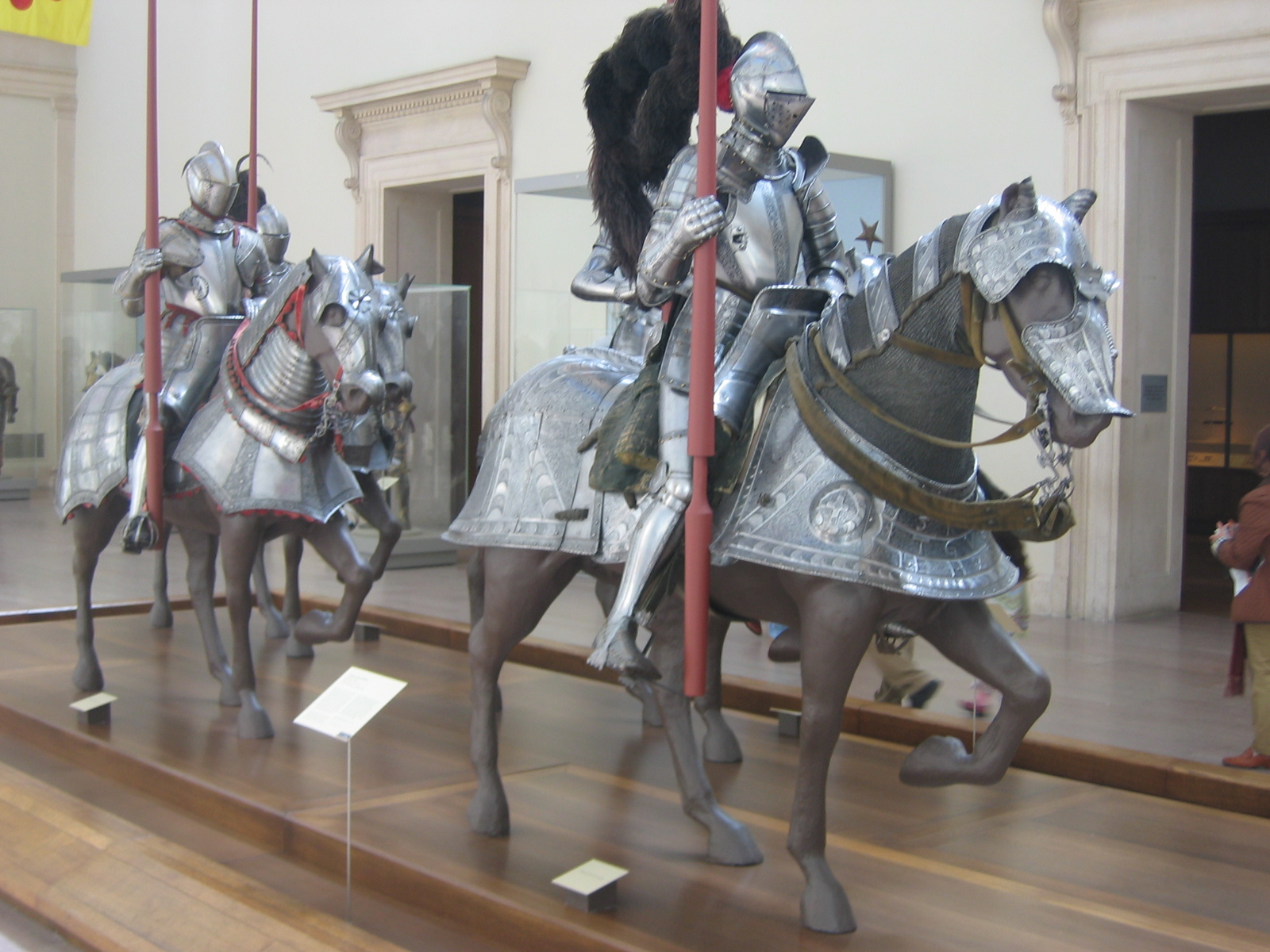
Ricostruzione di armature di cavalieri e destrieri del XVI secolo.

La visione del destriero, oggi mantenuta da cinema e vicdeogiochi, d'un “grande, fedele, esclusivo, feroce, potente e focoso stallone, il cui galoppo fa tremare la terra” non riflette la realtà storica. Il nome "destriero" non si riferisce a una razza specifica ma ad un tipo di cavallo. In generale, tutti i cavalli medievali sono identificati dal loro utilizzo.
Alcune opere popolari lo presentano come massiccio e ingombrante, in linea con un'epoca barbarica e oscurantista dove si praticava una "equitazione crudele e non sofisticata.» Gli storici hanno negato questo tipo di affermazione per anni. Il destriero, in quanto stallone allevato appositamente per scopi militari, doveva essere ben addestrato, forte, veloce e agile, con un posteriore potente, un dorso corto, ossa forti e un collo ben ricurvo. Nel XIV secolo, gli autori lo descrivono come «alto e maestoso, dotato di grande forza. Molto apprezzato da cavalieri e uomini d'arme, non era affatto comune, in ragione del costo.

### Altezza e peso
Ci sono molte controversie tra gli ambienti medievali circa l'altezza e il peso dei destrieri. Alcuni stimabili storici (e un gran numero di opere di insegnamento popolare e scolastico) ipotizzano un'altezza da 1,70 a 1,80, tanto quanto i più grandi cavalli da tiro attuali (tipo Shire). Non ci sono prove a sostegno di una tale presunta dimensione.
I documenti medievali non danno informazioni solide sull'altezza e sul peso dei destrieri, ma secondo gli scheletri rinvenuti, l'altezza media dei cavalli all'epoca era compresa tra 1,20 e 1,40. Un'analisi di Ann Hyland sui pezzi di armatura rinvenuti durante gli scavi indica che il materiale era inizialmente trasportato da cavalli che misuravano da 1,50 a 1,60. Una ricerca presso il Museo di Londra sostiene che il cavallo militare inglese fosse 1,40 a 1,50 e si distingueva da un normale cavallo da sella per la forza e l'abilità piuttosto che per le dimensioni. In Francia, giunge alle conclusioni uno studio della Federazione medievale francese, con sede a Marsiglia. Questa altezza media non sembra variare enormemente. I cavalli potrebbero essere stati allevati in modo selettivo per aumentare le loro dimensioni già nel IX. E X ° secoli. XI _ secolo, un cavallo da guerra misura mediamente circa 1,50, secondo studi sui ferri di cavallo normanni e rappresentazioni dell'arazzo di Bayeux. Un'analisi dei cavalli da carrozza suggerisce che XIII 13 secolo, i destrieri sono tozzi e non misurano più di 1,50 ma 1,60 Tre secoli dopo, i cavalli da lavoro non sono significativamente più alti o.
Alcuni storici sostengono che un grande cavallo è desiderabile per aumentare la potenza di una carica di lancia Tuttavia, le esperienze pratiche suggeriscono che la potenza e la forza del cavallo sono più rilevanti della sua taglia, e che il peso del cavallo ha poco impatto sulla potenza della carica con la lancia. Un ultimo a favore di un cavallo da lavoro di circa 1,40 ma 1,60 è la sopravvivenza del cavaliere, che deve essere in grado di montare il suo cavallo in armatura completa, semplicemente usando le sue staffe. Se viene abbattuto durante la battaglia, il cavaliere è vulnerabile se non è in grado di risalire da solo.
Nel 2021, uno studio pubblicato sull'International Journal of Osteoarchaeology sull'analisi delle ossa di cavallo inglese diffuso su 171 siti archeologici e che copre un periodo che va dal 300 al 1650 d.C. conclude che "spesso misuravano poco più di 1,40 metri di altezza al garrese, dove i nostri contemporanei cavalli alti raggiungono spesso 1,70 metri. Entrerebbero così oggi, se ci atteniamo alla comune classificazione della taglia dei cavalli, nella categoria dei pony, al massimo i pony di taglia grande (...) i cavalli di 1,60 metri di altezza al garrese, e anche quelli di 1,50 metri, erano molto raro, anche al culmine della rete di scuderie reali nel XIII e XIV secolo».

### Morfologia e carico supportato
Un'opinione popolare è che il destriero abbia un fisico «più vicino a quello di un cavallo da tiro che a quello di un focoso cavallo da corsa». Uno dei motivi della convinzione diffusa che il cavallo da guerra medievale potesse essere solo un enorme cavallo da lavoro è l'ipotesi, ancora sostenuta da molte persone, che l'armatura medievale sia estremamente pesante. Infatti, anche l'armatura da torneo più pesante per i cavalieri non pesa più di 40. Sul campo, l'armatura da battaglia di solito pesa da 18 a 32. La bardatura, armatura del cavallo il cui uso è più diffuso nei tornei che per la guerra, raramente supera 32. Per proteggere i cavalli, il cuoio bollito e imbottito sembra essere usato più frequentemente e probabilmente altrettanto efficace.
Aggiungendo il peso del cavaliere e dell'altra attrezzatura, e tenendo conto che i cavalli possono trasportarne solo circa 30 % del proprio peso, questi carichi possono certamente essere portati da un cavallo di peso compreso tra 550 e 600. Uno studio inglese indica che il cavallo da guerra aveva le dimensioni e la costituzione di un normale cavallo da caccia o da sella, quello della Federazione francese medievale pubblicato su Cheval Savoir conclude che i destrieri erano animali forti e tozzi, più vicini a un attuale purosangue spagnolo o robusto Lusitano di un Percheron o altro cavallo da tiro

### Razze presunte
La questione della presunta parentela delle attuali razze di cavalli con i destrieri medievali sta facendo scorrere molto inchiostro. Le statue equestri realizzate in Italia alla fine del medioevo occidentale (corrispondenti al Rinascimento italiano) suggeriscono che il destriero fosse un cavallo iberico o barocco, come la pura razza spagnola, il frisone, oppure un mezzosangue pesante come il tratto irlandese.

#### Frisone
I film moderni sul Medioevo mostrano spesso cavalli frisoni (o cavalli frisoni) nel ruolo di destrieri. Secondo il divulgatore inglese Elwyn Hartley Edwards, la razza era storicamente apprezzata per le battaglie e sembra aver partecipato alle Crociate e poi ricevuto afflussi di sangue straniero nello stesso periodo. Quest'informazione dovrebbe essere qualificata, poiché l'attuale modello del Frison deriva per molti dall'occupazione spagnola delle Fiandre nel XVI secolo.

#### Un cavallo di battaglia
A causa del nome magnus equus che descrive i primi destrieri inglesi, alcuni storici hanno ipotizzato che i moderni cavalli da tiro discendano dai destrieri. Molte associazioni di allevatori affermano che il Percheron, lo Jutland o lo Shire sono i discendenti dei destrieri medievali. Questa teoria suggerisce che questi cavalli abbandonati come cavalcature da guerra furono assorbiti, incrociati e mescolati con i cosiddetti cavalli a sangue freddo usati per il lavoro. I destrieri, invece, sono noti per il loro sangue caldo. Le ricerche più recenti sostengono tutte che il destriero non fosse un cavallo da tiro, lo studio della Federazione francese medievale evidenzia differenze nella morfologia, nell'uso (i cavalli da tiro sono impiegati dai contadini, i destrieri dai militari classe e i nobili di cui sono l'emblema) e il temperamento.

#### Esperimenti di rievocazione
Recenti esperimenti mirano a rievocare i destrieri medievali incrociando un cavallo da sella atletico con un colpo leggero. Lo spagnolo normanno, allevato da un incrocio di Percheron e andaluso dal 1991, è ritenuto la ricreazione più fedele possibile d'un destriero medievale, basandosi sul fatto che gli antichi cavalli normanni erano influenzati dal sangue spagnolo. Anche il Warlander, incrocio di frisone e andaluso, è ritenuto simile al destriero.

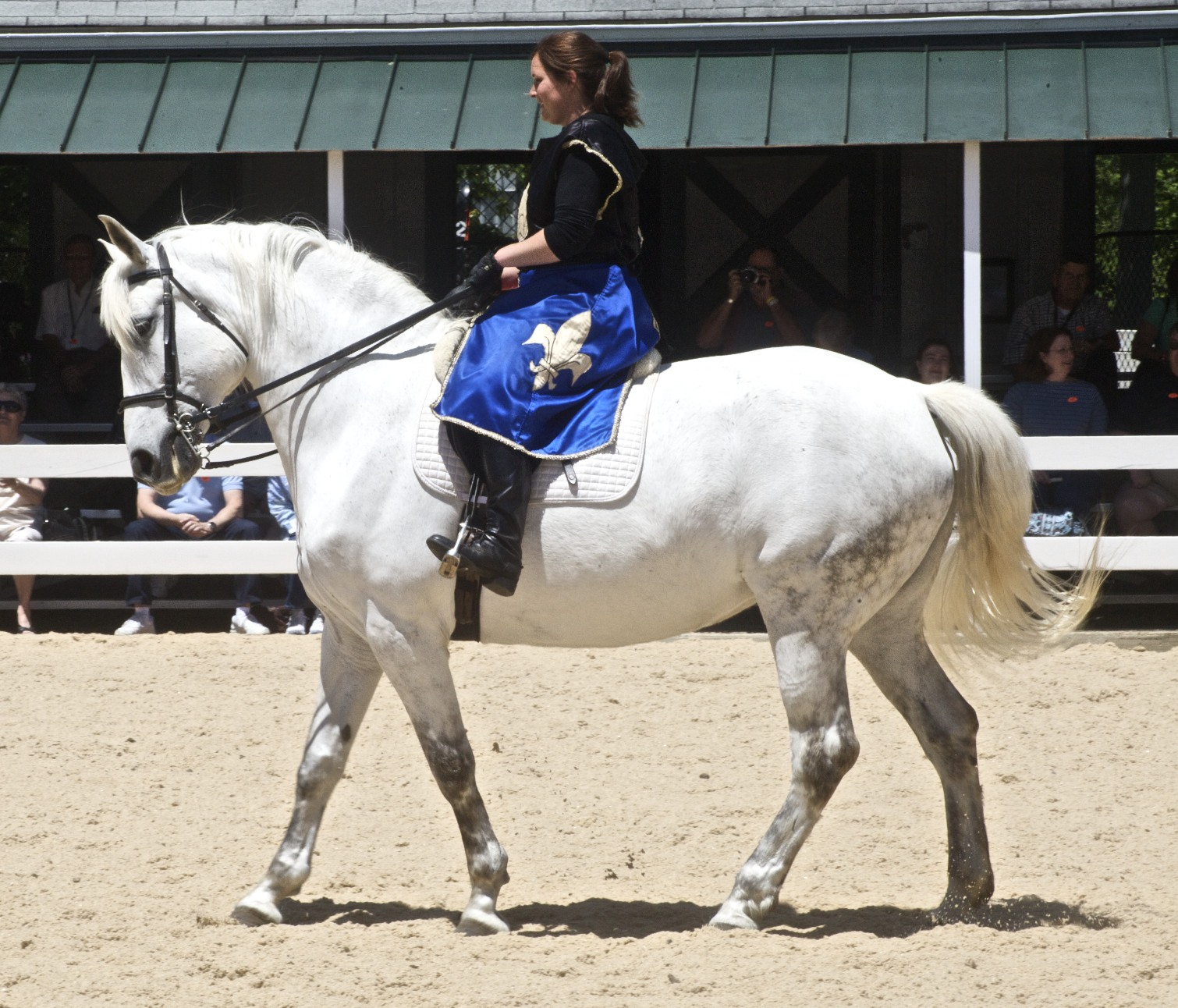
Lo spagnolo normanno, incrocio di Percheron e andaluso derivante da un'esperienza americana di ricostituzione del destriero.
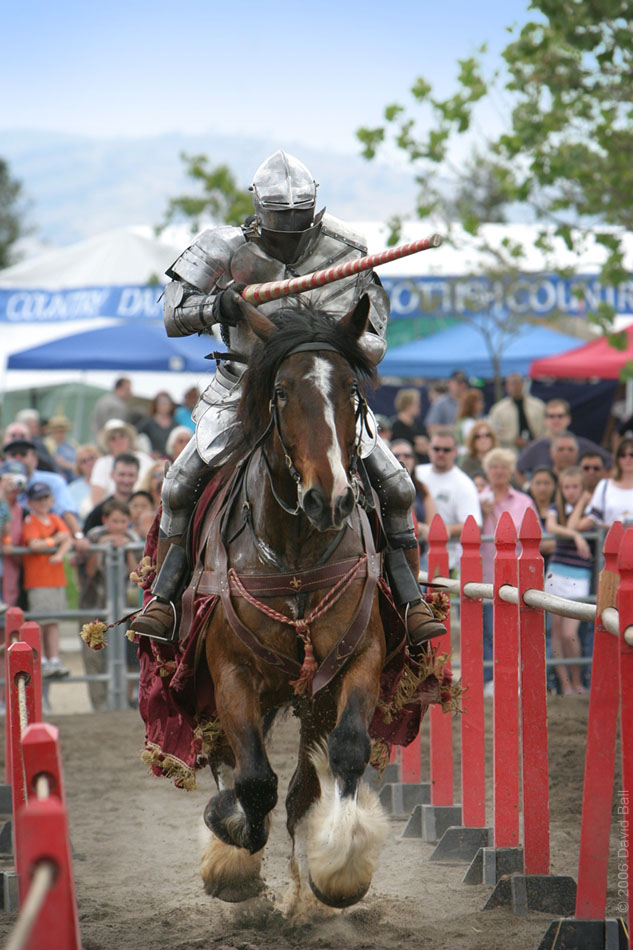
Ricostruzione moderna di una giostra con un Clydesdale, un cavallo da tiro piuttosto lontano da quello che doveva essere un destriero medievale.

## Nella cultura

### Rappresentazioni artistiche
Le raffigurazioni artistiche dei destrieri di solito li presentano sproporzionatamente piccoli rispetto ai loro cavalieri. Tali immagini non consentono di ricavare notizie zootecniche anche perché, spesso, i cavalli scompaiono quasi del tutto sotto il panneggio della loro barda e/o dell'uniforme del cavaliere.

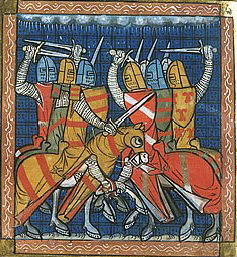
Cavalieri in battaglia. (British Library, Royal 16 G VI f. 380v, tra il 1332 e il 1350)
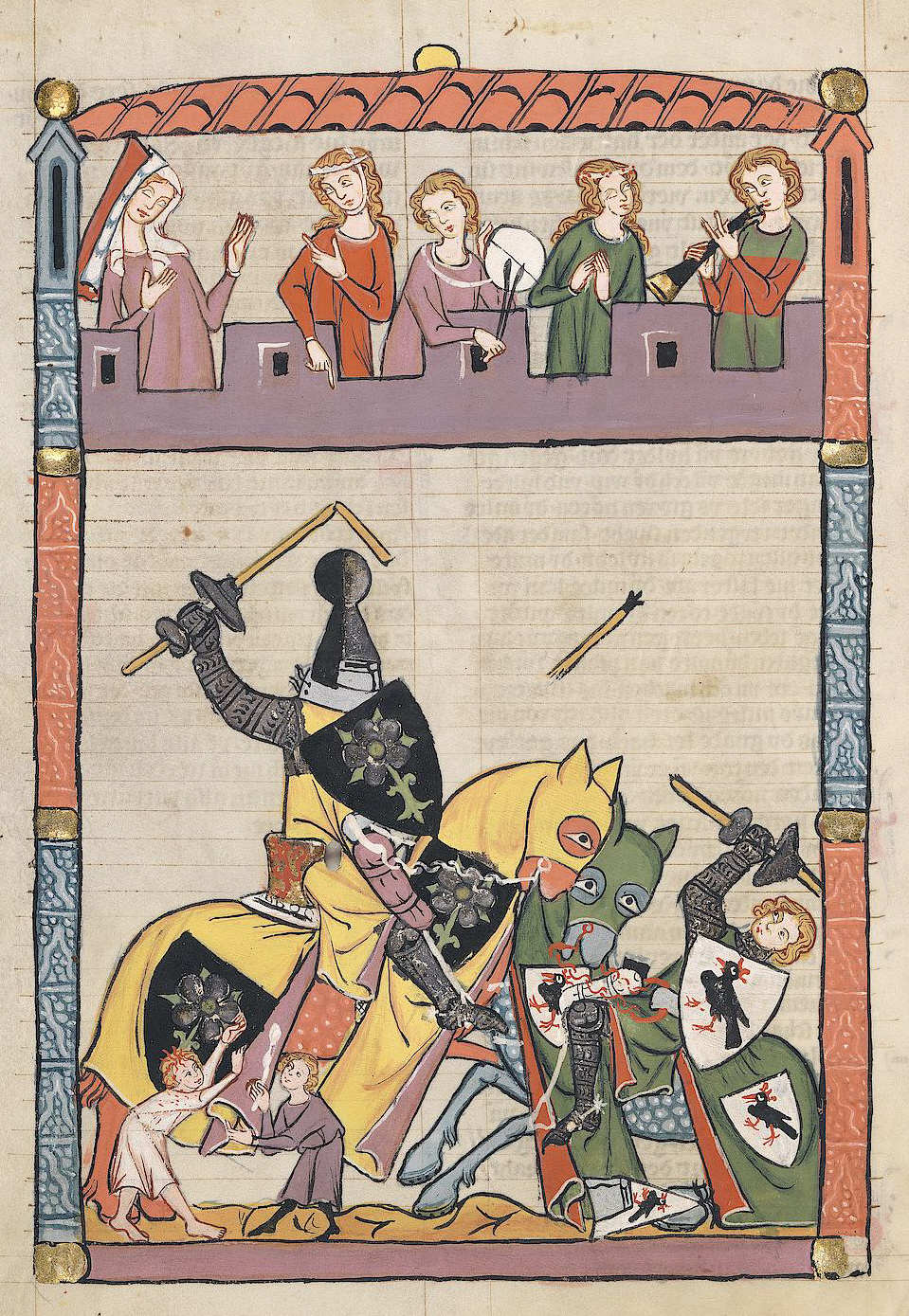
Torneo di destrieri nel Codice Manesse (1305–1340)
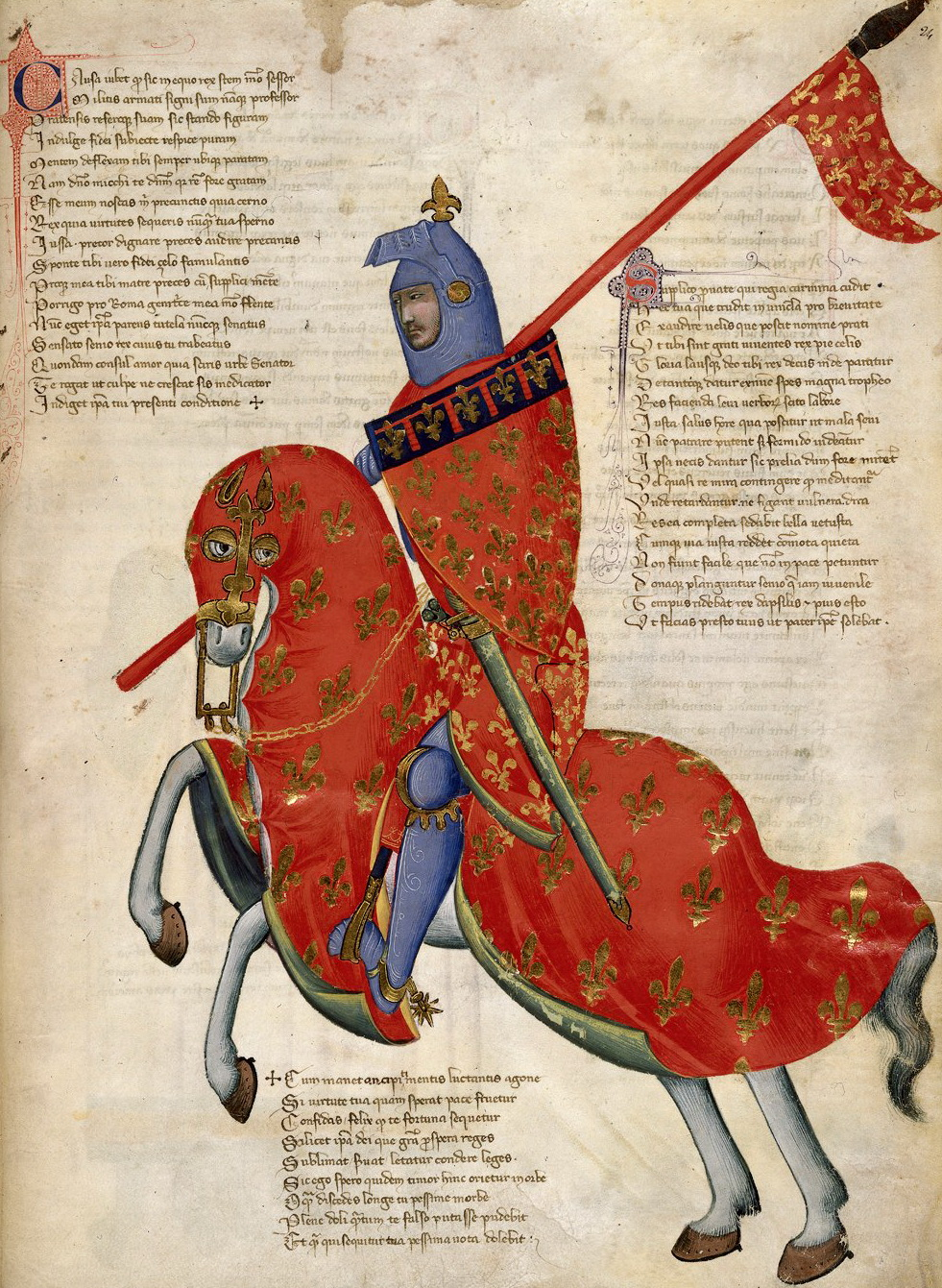
Cavaliere toscano (1335-1340)
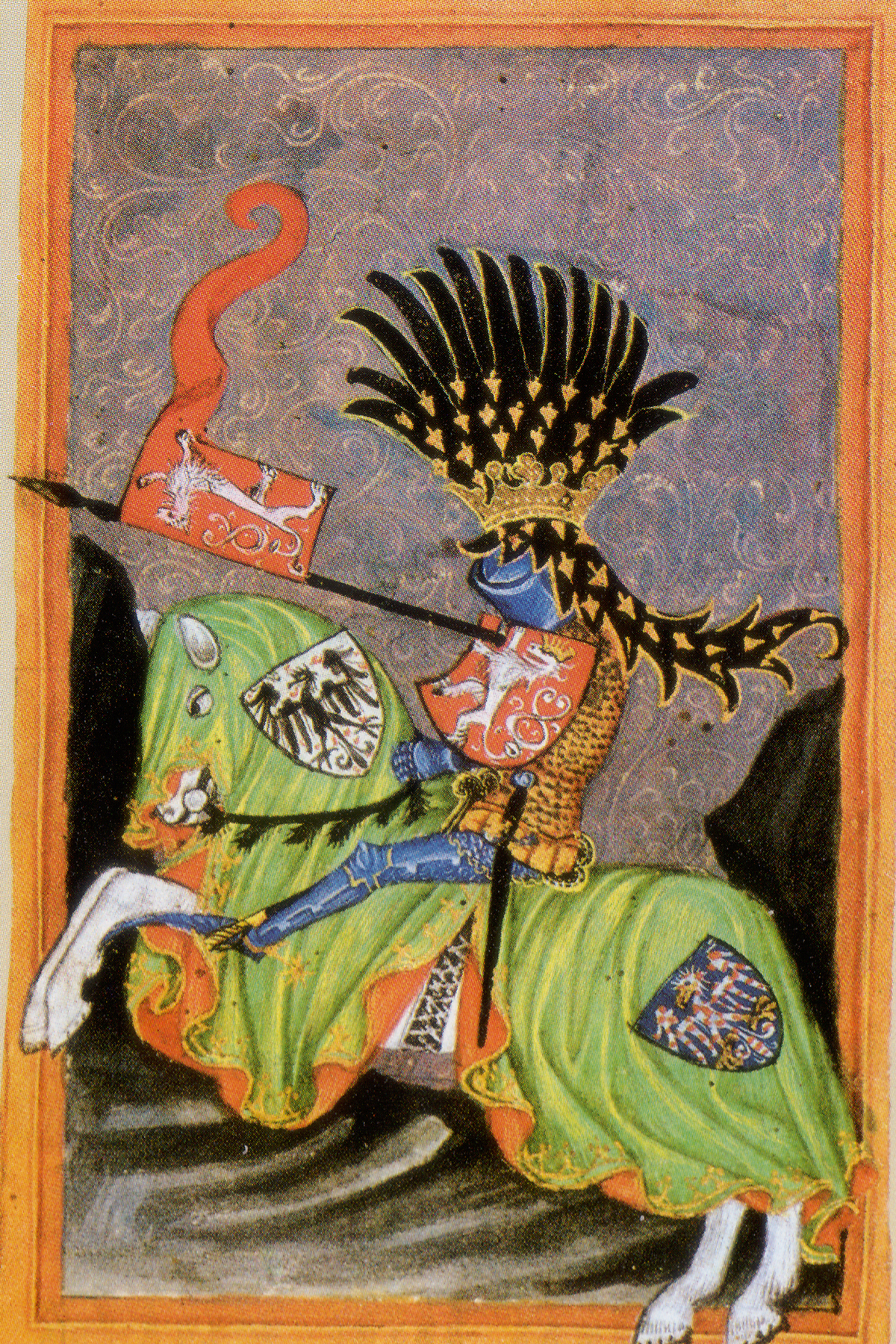
Venceslao I di Boemia (1230–1253) sul suo destriero, con indosso un'armatura anacronistica (XV secolo)

### Opere letterarie medievali

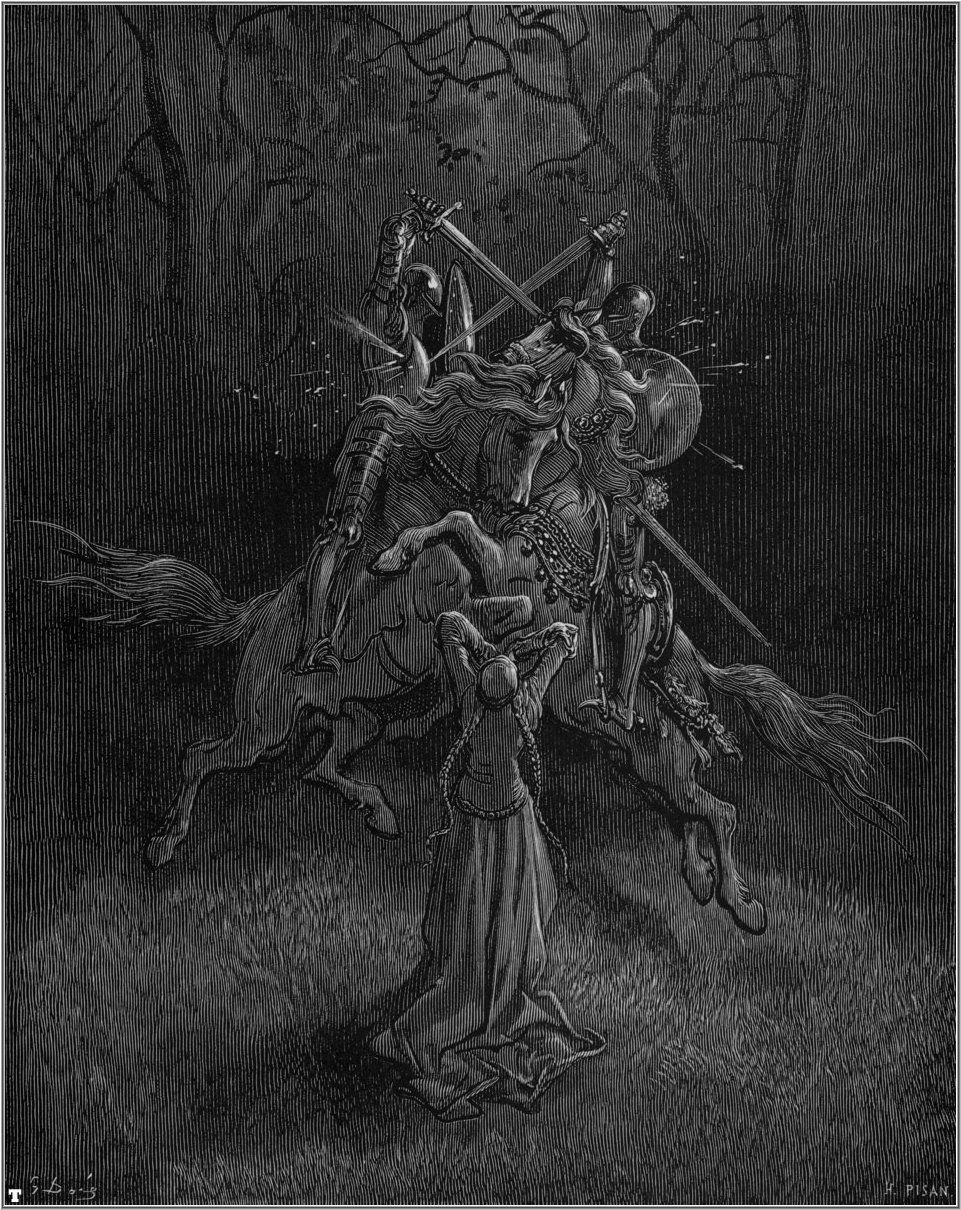
Combattimento di due cavalieri sul loro destriero, visto da Gustave Doré per l'Orlando furioso.

I destrieri sono menzionati nei romanzi e nei poemi cavallereschi francesi, inglesi, spagnoli e italiani, in particolare nel ciclo arturiano e nel ciclo carolingio. Alcuni prendono il nome e svolgono un ruolo importante, in particolare Baiardo, il "cavallo delle fate" del Quatre fils Aymon. Vegliantino è il destriero del paladino Orlando, Blaviet Affilet quella di Olivier, Gringalet quello di Sir Gauvain.
Cest destrier par mei vus enveie,

Ensanble od vus veut que jeo seie :

Vos gages vus aquiterai,

De vostre Hostel garde prendrai.

#### Analisi letteraria
La descrizione letteraria del destriero si è evoluta tra XI e XIII secolo. I canti specificano sempre più frequentemente il loro colore di abbigliamento e la loro provenienza (moresco, arabo, guascone…), le loro qualità letterarie sono in aumento. Questo accumulo di epiteti in lode dei destrieri si spiega con le idee di perfezione e nobiltà veicolate dal racconto cavalleresco, ma anche con le esigenze della rima o del romanticismo.
I lay anonimi danno spazio ai cavalli, più di quelli di Marie de France. I romanzi di corte non sono esclusi. Nel Roman de la rose (primo terzo del XIII secolo), l'autore si sforza di dare plausibilità al suo racconto con dettagli descrittivi, in particolare dei cavalli dell'eroe, Guillaume de Dole. Chiamato a unirsi all'imperatore di Germania, l'eroe ed i suoi compagni cavalcarono «granz destrieri di pris, buoni e biax, dalla Spagna.» Se per la parata monta un palafreno bianco, il suo destriero da battaglia è un «cavallo audace come un leone, / forte e isnel», e sale un suo avversario al torneo di Saint-Trond «un destriero mout biau tot ver (macchiato) / che non aveva pelo invernale», del tutto naturalmente chiamato «pesciolino .
Nella letteratura cavalleresca in generale, l'associazione cavaliere/destriero fa parte di una triade che associa anche il prelato e la dama al palafreno, e il mercante, lo scudiero o il borghese al roncin. Il destriero è percepito come un'estensione del suo proprietario, di cui condivide le qualità. Insultare la cavalcatura è insultare la persona che la cavalca. Il cavallo è presentato in un modo che riflette la fortuna o la miseria del suo padrone. L'imbracatura è associata al suo uso bellicoso e il cavaliere letterario è incuneato in una sella molto avvolgente, saldamente appoggiata alle staffe. Al destriero vengono attribuite doti marziali, deve amare il combattimento tanto quanto il suo padrone.

#### Analisi simbolica
Secondo Étienne Souriau, questi cavalli sono i «compagni costanti di eroi e sono abbastanza significativi da possedere una personalità, un carattere definito e il proprio. Franck Évrard osserva che le chansons de geste e i romanzi cavallereschi conciliano valori cavallereschi e valori religiosi, contribuendo a forgiare un'immagine simbolica del cavallo. L'autore vede nel destriero un «simbolo di virilità e iniziazione cavalleresca ». Come evidenziato in numerosi romanzi, il cavaliere espropriato del suo destriero è un essere.

### Espressioni popolari
Il destriero è, secondo Oméric, il linguista Michel Praneuf e molti autori più antichi, all'origine dell'espressione francese " salire sul suo cavallo alto che significa " prendere la mano», per analogia con il cavaliere che andava in guerra sul suo destriero. Ci sono equivalenti a questa frase in molte altre lingue, tra cui l'inglese (to ride the high horse), il tedesco (sich aufs hohe pferd setzen), il norvegese e lo svedese.
Al giorno d'oggi, per descrivere un cavallo come " destriero è un modo poetico di riferirsi ad esso.

### Nella cultura moderna
Il termine "destriero" è stato ripreso nel campo dei giochi di ruolo e dei giochi fantasy medievali in rete per designare la cavalcatura dei cavalieri e dei paladini. Conosce anche un'estensione verso il mondo marittimo, designando una barca (che riprende lo stretto rapporto tra il cavaliere e la sua cavalcatura). Il nome è utilizzato anche per scopi commerciali, Destrier è ad esempio una marca di alimenti per cavalli.

### Esplicative
1. ↑  L'auteur précise aussi que les destriers sont noirs, sors (alezan) et baucens (pie ou à balzanes), et qu'ils valent une petite fortune (vers 2812).

### Bibliografiche
1. ↑   Destrière, in Treccani.it – Enciclopedie on line, Roma, Istituto dell'Enciclopedia Italiana.
2. ↑  (FR) Chrétien de Troyes, Lancelot ou le Chevalier de la charrette,  pp. 256-258.
3. ↑  Davis 1989, p. 88.
4. ↑  (FR) Agnès Baril, Raoul de Cambrai : chanson de geste du xiie siècle (d'après l'édition de Sarah Kay) : commentaire grammatical et philologique des laisses 39 à 131, vers 629 à 2478., Ellipses, 1999,  p. 18, ISBN 9782729859954.
5. ↑  Oakeshott 1998, p. 11.
6. 1 2 3 4  (EN) Michael Prestwich, Armies and Warfare in the Middle Ages, Yale University Press, 1996,  p. 30, ISBN 0-300-07663-0.
7. 1 2  (FR) Bernard Ribémont, Burlesque et dérision dans les épopées de l'Occident médiéval : Colloque international, Strasbourg, 16-18 septembre 1993, Annales littéraires de l'université de Franche-Comté, vol. 3, Presses Univ. Franche-Comté, 1995,  pp. 215-221, ISBN 9782251605586.
8. ↑  (EN) Deb Bennett, The Spanish Mustang: The Origin and Relationships of the Mustang, Barb, and Arabian Horse, su frankhopkins.com, Frank Hopkins, 2004.
9. 1 2  (EN) David Nicolle, Medieval Warfare Source Book, Brockhampton Press, 1999,  p. 267, ISBN 1-86019-889-9.
10. ↑  (EN) Joachim Bumke, Courtly Culture : Literature and Society in the High Middle Ages, 2000,  p. 178, ISBN 1-58567-051-0.
11. 1 2  (FR) Daniel Roche, Comment on a domestiqué le cheval, in L'Histoire, gennaio 2009,  pp. 56-59.
12. ↑  (FR) Daniel Roche, La Culture équestre occidentale, XVIe-XIXe siècle : L'ombre du cheval, 2 v..
13. ↑  Gies e Gies 2005, p. 88.
14. ↑  Bennet, Bradbury e DeVries 2005, pp. 71-72.
15. 1 2 3  (EN) Christopher Gravett,, English Medieval Knight 1300-1400, Osprey Publishing, 2002,  p. 59, ISBN 1-84176-145-1.
16. ↑  (FR) Académie des inscriptions et belles-lettres (a cura di), Journal des savants, Librairie Klincksieck, 1830,  p. 662.
17. ↑  (EN) David Nicolle, French Medieval Armies 1000-1300, illustrazioni di Angus McBride, Osprey Publishing, 1991,  pp. 19-21, ISBN 9781855321274.
18. ↑  (FR) Nicole de Blomac e Bernadette Barrière, Cheval limousin, chevaux en Limousin, Presses univ. Limoges, 2006, ISBN 978-2-84287-404-9.
19. ↑  (EN) Paul J. Gans, The Great Stirrup Controversy, su scholar.chem.nyu.edu. URL consultato il 20 febbraio 2023 (archiviato dall'url originale il 9 ottobre 2014).
20. ↑  (EN) Kelly DeVries, The Stirrup, Mounted Shock Combat, Chivalry, and Feudalism, in Medieval Military Technology, Broadview Press, 1992, ISBN 0-921149-74-3.
21. 1 2  (EN) Carroll Gillmor, Practical Chivalry: The Training of Horses for Tournaments and Warfare, Studies in Medieval and Renaissance History, vol. 13, 1992.
22. ↑  Bennet, Bradbury e DeVries 2005, p. 74.
23. ↑  Barber 2005, p. 33.
24. ↑  Prestwich 1996, p. 31.
25. ↑  (EN) John Sadler, Border Fury : England and Scotland at War 1296-1568, Pearson Education Ltd, 2005,  p. 32, ISBN 1-4058-4022-6.
26. ↑  (EN) Andrew Ayton, Knights and Warhorses, Boydell Press, 1999,  p. 220, ISBN 9780851157399.
27. ↑  (FR) Michelle Zancarini-Fournel, cap. 23, in Clio : histoire, femmes et sociétés, Genre du Sport, Tolosa, Presses Univ. du Mirail, 2006,  pp. 15-17, ISBN 9782858168422.
28. ↑  Le Cheval dans le monde médiéval 1992, p. 244.
29. ↑  Tucker 2007, copertina.
30. ↑  (FR) Aline Laradji, La légende de Roland : de la genèse française à l'épuisement de la figure du héros en Italie, L'Harmattan, 2008,  p. 66, ISBN 978-2-296-07027-1.
31. 1 2  Tsaag Valren 2012.
32. ↑  Citation extraite de (FR) Les plus beaux chevaux du monde, Atlas, 2005, ISBN 2-7234-5140-2..
33. ↑  (EN) Medieval Warfare, Oxford University Press, 1999, ISBN 9780198206392.
34. ↑  (EN) Medieval Horse 476 - c. 1450: Knight versus Moor, su imh.org, Musée international du Cheval.
35. ↑  (EN) Richard Alvarez, Saddle, Lance and Stirrup: An Examination of the Mechanics of Shock Combat and the Development of Shock Tactics, su classicalfencing.com, Classical Fencing. URL consultato il 20 febbraio 2023 (archiviato dall'url originale il 23 agosto 2012).
36. ↑  Au Moyen-Âge, les chevaux de combat n'étaient pas plus grands que des poneys, conclut une étude, Science et Avenir, 11/1/2022
37. ↑  (FR) Les plus beaux chevaux du monde, Atlas, 2005, ISBN 2-7234-5140-2.
38. ↑  (EN) The Tournament in England, The Boydell Press, 1986, ISBN 0-85115-942-7.
39. ↑  (EN) American Endurance Riders Conférence, Endurance Rider’s Handbook, chapitre 3, section IV, su aerc.org, American Endurance Riders Conférence. URL consultato il 20 febbraio 2023 (archiviato dall'url originale il 15 maggio 2008).
40. ↑  (FR) Elwyn Hartley Edwards, Les chevaux, Éditions de Borée, 2006, ISBN 978-2-84494-449-8.
41. ↑  (FR) Histoire, su percheron-france.org, Société Hippique Percheronne de France.
42. ↑  (EN) Brian Todd, Warfare in the Medieval World, Pen & Sword Military, 2006.
43. ↑  (EN) Breed Profile, su spanish-norman.com, Spanish-Norman Horse Registry.
44. ↑   Marie de France, Roquefort e Roquefort-Flaméricourt, Poésies de Marie de France, poète anglo-normand du XIIIe siècle, Chasseriau, 1820,  p. 512.
45. ↑   Le roman des contes, CEDIS éditions, 2001,, ISBN 2-9507092-7-3.
46. ↑  Le Roman de la Rose, v. 1551.
47. ↑  Le Roman de la Rose, v. 1654.
48. ↑  Le Roman de la Rose, v. 2728.
49. ↑  (FR) Vocabulaire d'esthétique, 300 de Quadrige, PUF, 1999, ISBN 978-2-13-050445-0.
50. ↑  (FR) Analyses et réflexions sur Stendhal, Ellipses, 2000, ISBN 978-2-7298-0239-4..
51. ↑   Dictionnaire amoureux du Cheval, Plon, 2012, ISBN 2-259-21859-8.
52. ↑   Le Moyen-àge et la Renaissance, vol. 5.,  Encyclopédie militaire et maritime.
53. ↑  (FR) Psychologie de la mémoire, De Boeck Supérieur, 2006, ISBN 9782804152222.
54. ↑   Destrier - nourrir sa passion, su destrier.com.

### Fonti
- (FR) Jean Renart, Le Roman de la Rose, XIII secolo.

### Studi
- (FR) AAVV, Le Cheval dans le monde médiéval, Aix-en-Provence, Université de Provence, 1992, ISBN 978-2-901104-32-2.
- (EN) Richard Barber, The Reign of Chivalry, 2. ed., The Boydell Press, 2005, ISBN 1-84383-182-1.
- (EN) Matthew Bennet, Jim Bradbury e Kelly DeVries, Fighting Techniques of the Medieval World, Londra, Amber Books, 2005, ISBN 1-86227-299-9.
- (FR) Georges Bischoff, La dame et le destrier : les plus nobles conquêtes du chevalier, in Le cheval, animal de guerre et de loisir dans l'Antiquité et au Moyen Âge, Bibliothèque de l'Antiquité Tardive, vol. 22, Brepols, 2012,  pp. 99-103, DOI:10.1484/M.BAT-EB.5.100766, ISBN 978-2-503-54440-3.
- (EN) John Clark, The Medieval Horse and its Equipment : c.1150-c.1450, 2. ed., The Boydell Press, 2004, ISBN 1-84383-097-3.
- (EN) Ralph Henry Carless Davis, The Medieval Warhorse, Londra, Thames and Hudson, 1989.
- (FR) Jean Frappier, Les destriers et leurs épithètes, in La Technique littéraire des chansons de geste: actes du Colloque de Liège, Librairie Droz, 1959, ISBN 2251661506.
- (EN) Frances Gies e Joseph Gies, Daily Life in Medieval Times, Grange Books, 2005, ISBN 1-84013-811-4.
- (EN) Ann Hyland, The horse in the Middle Ages, Sutton Publishing, 1999, ISBN 978-0-7509-1067-5.
- (EN) Ann Hyland, The Warhorse 1250-1600, Sutton Publishing, 1998, ISBN 0-7509-0746-0.
- (EN) Ann Hyland, The Medieval Warhorse From Byzantium to the Crusades, Sutton publishing, 1994, ISBN 978-1-85627-990-1.
- (EN) Ewart Oakeshott, A Knight and His Horse, 2. ed. riv., Dufour Editions, 1998, ISBN 0-8023-1297-7.
- (EN) Michael Prestwich, Armies and Warfare in the Middle Ages: The English Experience, Yale University Press, 1996, ISBN 0-300-07663-0.
- (FR) Amélie Tsaag Valren, Destrier médiéval : le mythe du cheval de trait blindé, in Cheval Savoir, n. 35, settembre 2012.
- (EN) Treva J. Tucker, From Destrier to Danseur: The Role of the Horse in Early Modern French Noble Identity, ProQuest, 2007, ISBN 0549250735.